# Nadja Schönfeldt
Nadja Schönfeldt (* in Freiburg) ist eine deutsche Schauspielerin und Synchronsprecherin.

## Leben
Nadja Schönfeldt absolvierte ein Schauspielstudium an der Hochschule für Musik und Darstellende Kunst Frankfurt am Main von 2004 bis 2008. Bereits zu dieser Zeit wurde sie als Theater-Darstellerin tätig. Ab 2009 spielte sie regelmäßig am Thalia Theater (Hamburg). Seit 2012 ist sie überwiegend als Synchronsprecherin und Werbesprecherin tätig.
2015/2016 war sie Station-Voice von Alsterradio.

## Filmographie
- 2014: Polizeiruf 110: Liebeswahn
- 2018: Am Ende ist man tot
- 2020: Schwester, Schwester (Fernsehserie, eine Folge)

## Synchronisation (Auswahl)
- 2012: Parade’s End – Der letzte Gentleman: Rebecca Hall als Sylvia Tietjens (Serie)
- 2013: Runner Runner: Gemma Arterton als Rebecca Shafran
- 2013–2015: Voll Vergeistert: Ginifer King als Michelle Hathaway (Serie)
- 2014: Big Eyes: Amy Adams als Margaret Keane
- 2014: Guardians of the Galaxy: Laura Haddock als Meredith Quill
- 2014–2018: Mozart in the Jungle: Hannah Dunne als Lizzie (Serie)
- 2014–2018: Homeland: Nimrat Kaur als Tasneem Qureshi (Serie)